# Pandémie de Covid-19 à New York
Aux États-Unis, l'État de New York est l'un des plus touchés par la mortalité de la Covid-19, notamment dans et autour de la ville de New York.

## Cas au fil du temps
Pour des raisons techniques, il est temporairement impossible d'afficher le graphique qui aurait dû être présenté ici.

Voir ou modifier les données brutes du graphique.
Pour des raisons techniques, il est temporairement impossible d'afficher le graphique qui aurait dû être présenté ici.

Voir ou modifier les données brutes du graphique.

## Les vaccinations
En décembre 2020, les vaccins covid ont été administrés pour la première fois aux médecins, aux infirmières, aux patients à haut risque et aux intervenants d'urgence. En janvier 2021, des vaccins ont également été administrés à certains épiciers, enseignants et travailleurs du transport en commun. En février 2021, certains restaurateurs, livreurs et chauffeurs de taxi étaient éligibles au vaccin.

## Galerie de photos

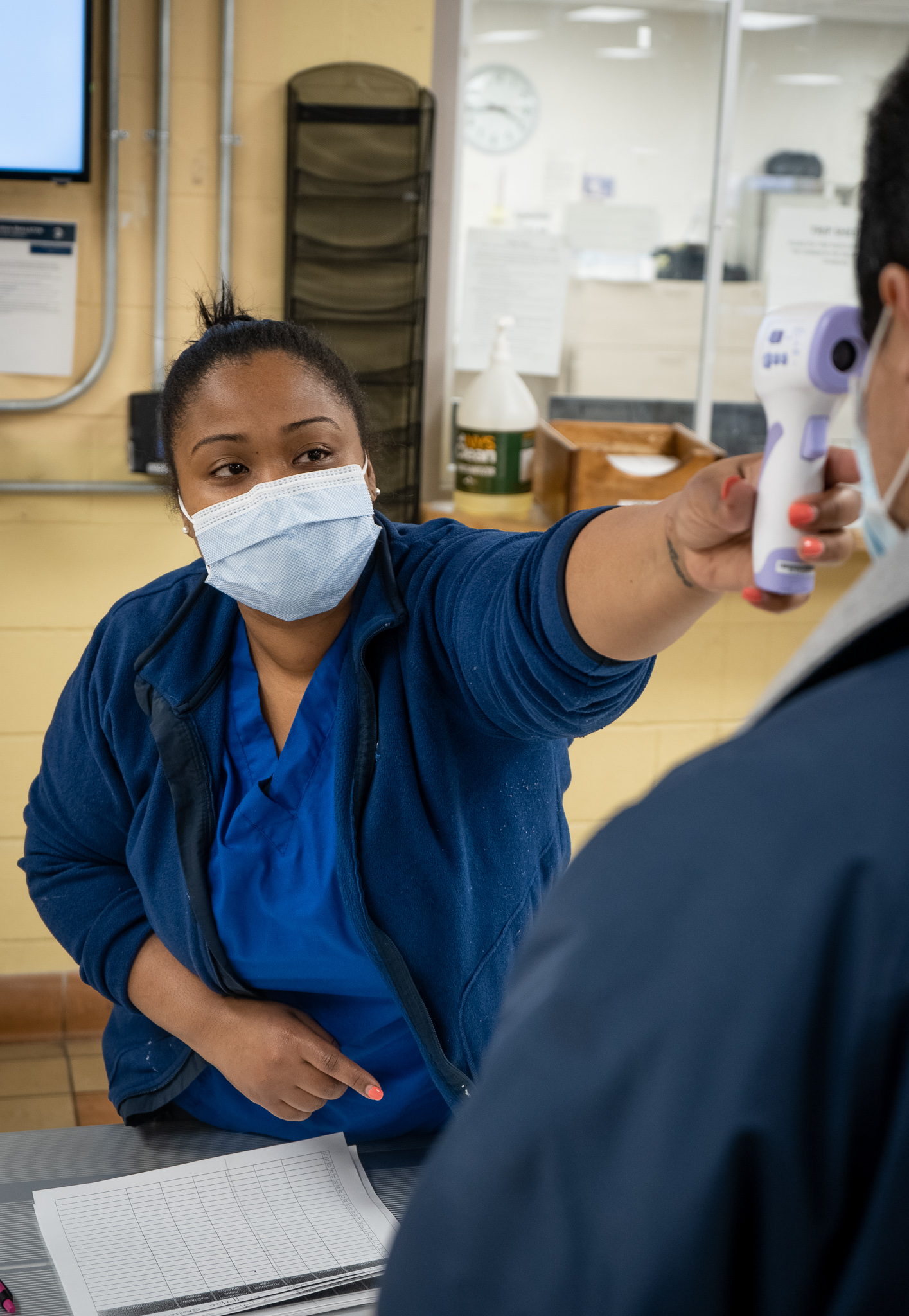
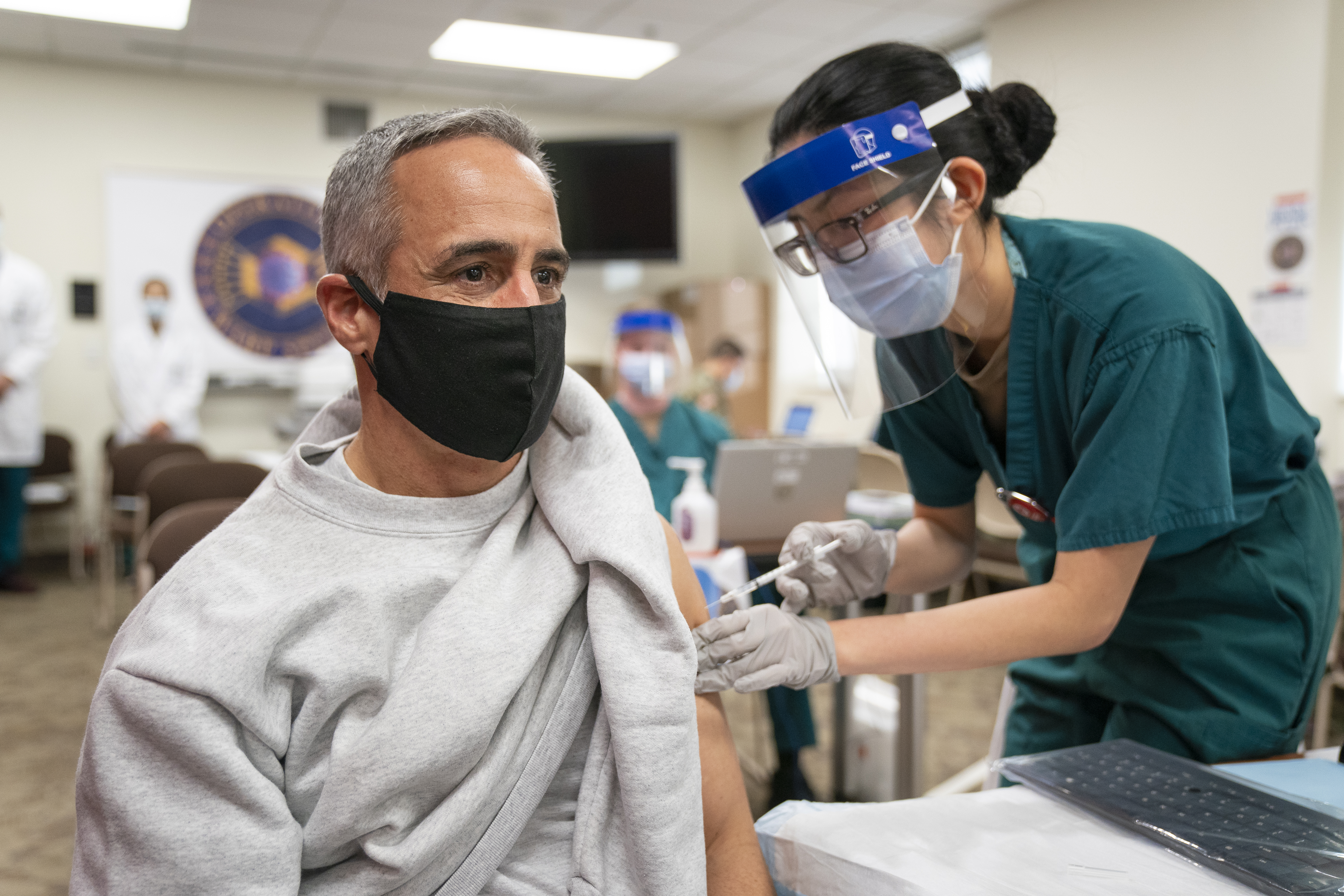
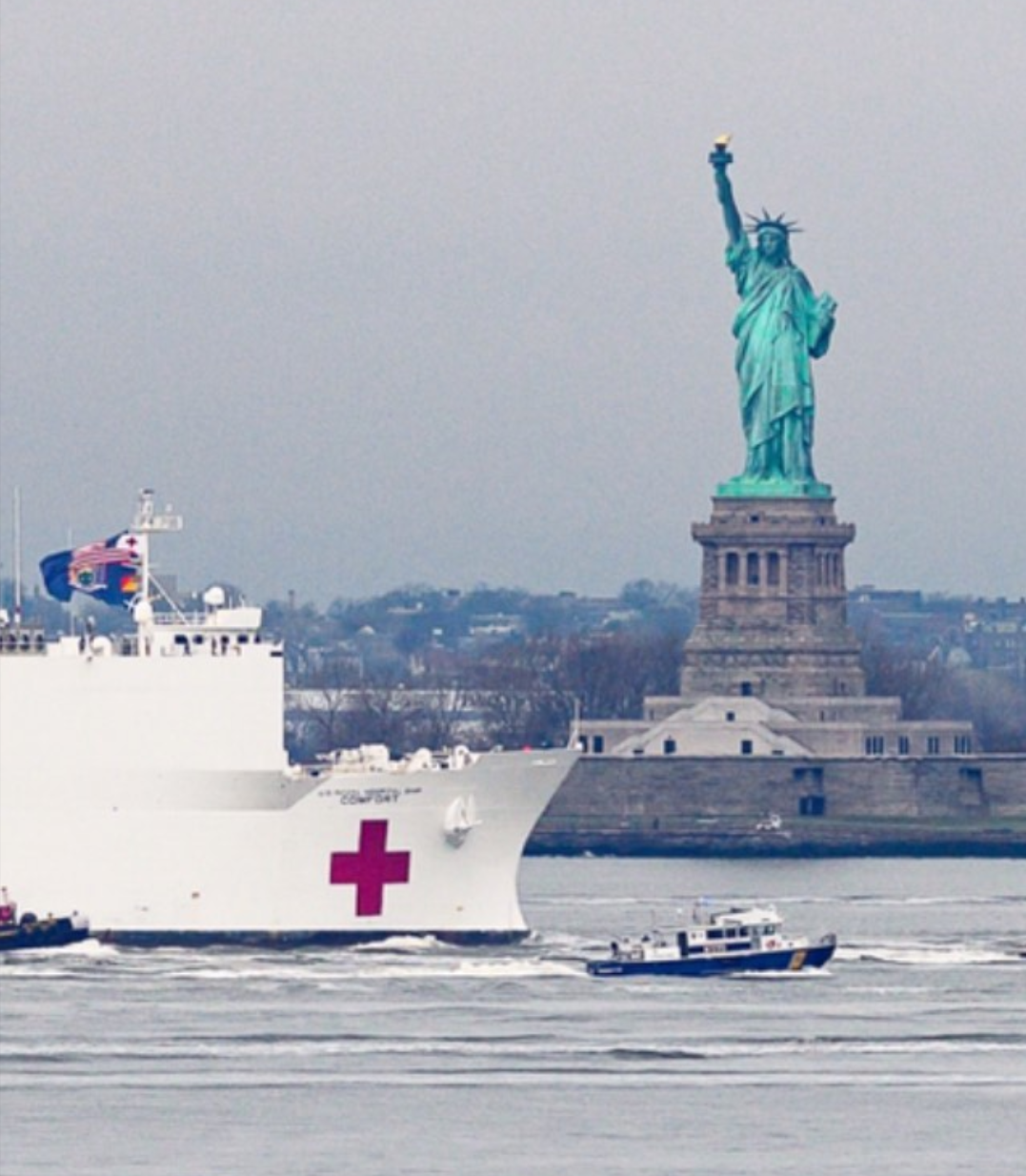
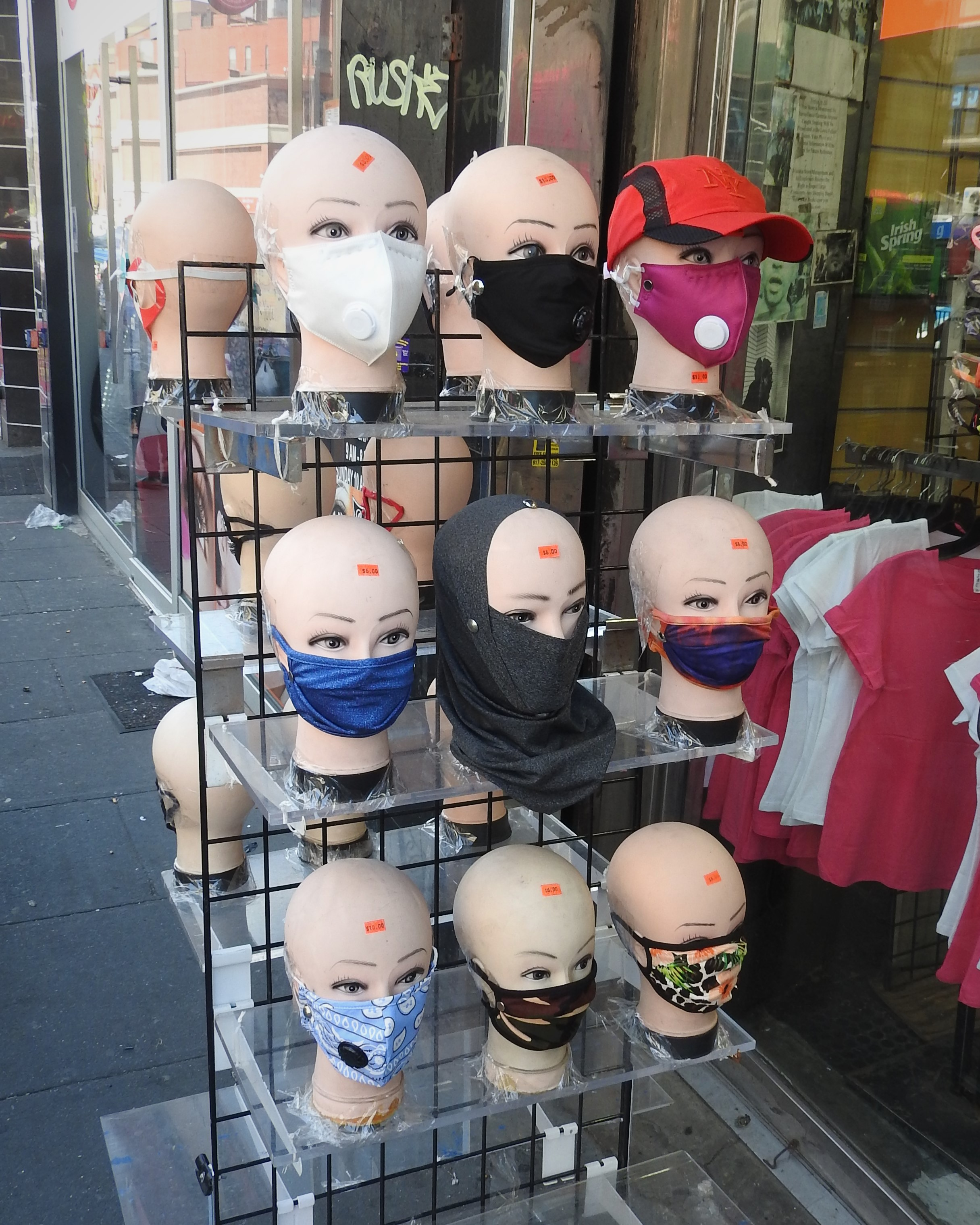